# Magnolia dodecapetala
Magnolia dodecapetala är en magnoliaväxtart som först beskrevs av Jean-Baptiste de Lamarck, och fick sitt nu gällande namn av Rafaël Herman Anna Govaerts. Magnolia dodecapetala ingår i släktet Magnolia och familjen magnoliaväxter. Inga underarter finns listade i Catalogue of Life.